# سجن الفيوم
سجـن الفيوم، هو أحد السجون المصرية، وهو يقع في منطقة صحراوية في مزكز ديمو بالفيوم ويبعد عن مدينة الفيوم بنحو 20 كم على الطريق الذي يربط الفيوم بمدينة بني سويف.
- افتتح سجن الفيوم في 17 ماي/أيار 1995 وهو يضم 12 عنبرا، يتكون كل واحد منها من 18 زنزانة، خصصت 9 من تلك العنابر للسياسيين، وواحد للتأديب به خمس عشرة زنزانة فردية.
- يمتد سجن الفيوم على مساحة 1000×500 متر.